# Ванька Вдовкин сын
Ванька Вдовкин сын (Удовкин сын) — герой сказки-былины «О Ваньке Удовкине сыне и царе Волшане Волшанском», записанной у Павла Рыбникова № 76. Литературный материал заимствован из  Византии.
Владимир Стасов в былине этой видит просто русскую переделку четвёртой главы восточно-азиатской поэмы «Гессер Хан». Александр  Веселовский разбирает её в «Южно-русских былинах» и решает вопрос менее категорично. Сюжет былины состоит в том, что Ванька сватается за дочь царя Волшана и с этой целью прибегает к оборотничеству, так как царь обещал свое согласие под условием, что он не узнает переряженного Ваньку. По Веселовскому, былина тесно связана с былинами об Иване Гостином сыне; когда-то имелся целый цикл былин об этом богатыре. Из этого цикла уцелели только некоторые эпизоды. По всей вероятности, сюжет, разработанный в былине о Ваньке и составивший самостоятельную былину, первоначально был составной частью былины об Иване Гостином сыне. Это подтверждается не только тождественными именами и возможностью соединить сюжет о Ваньке с сюжетом об Иване в одно стройное целое, но и существованием в литературе произведений, которые могли, по крайней мере, посредственно, служить образцом для обеих былин. Из этих рассказов один принадлежит Готье из Арраса — именно поэма об Ираклии, а другой составляет безымянную византийскую легенду под заглавием «О мудром старике Мунксокуременосе» (греч. Περί τοΰ γέροντος τοΰ φρονίμαυ Μουνξοκουρεμένου) и во второй редакции «Глухой посол» (греч. Ό βοφός πρεσβύτης). По мнению Веселовского, какое-либо сочинение, близкое к поэме об Ираклии, послужило источником для былин об Иване Гостином сыне; былины эти распались на отдельные части, из которых одни совсем пропали, а некоторые получили самостоятельное развитие, и одну из последних составляет былина о Ваньке.